# Yōji Ueda
Yōji Ueda (jap. 上田 燿司 Ueda Yōji; ur. 7 sierpnia 1971) – japoński seiyū, związany niegdyś z firmą Mausu Promotion. Obecnie jest związany z firmą Amuleto. Od 2006 roku jego żoną jest Yūko Nagashima, z którą ma jedno dziecko.

## Wybrane role głosowe
- 1997: Bakusō Kyōdai Let’s & Go!! – Luchino
- 2002: Naruto –
  - Mubi,
  - Gamakichi
- 2003: Ikki Tousen – Genjo Kakouton
- 2004: Azusa, Otetsudai Shimasu! – Nakasato Akira
- 2004: Burst Angel – sprzedawca
- 2004: DearS – Numer 3
- 2005: Basilisk – Kisaragi Saemon
- 2005: Bleach – Maned Shinigami
- 2007: Naruto Shippūden –
  - Gamakichi,
  - Fuen
- 2009: Maria Holic – narrator
- 2009: Ristorante Paradiso – Teo
- 2010: And Yet the Town Moves narrator
- 2010: Naruto Shippūden – Ko Hyuga
- 2019: Saga winlandzka – Leif
- 2019: No Guns Life – Hugh Cunningham
- 2022: Lycoris Recoil – Shinji Yoshimatsu[1]